# 松重慎
松重 慎（まつしげ しん、6月24日 - ）は、日本の声優、俳優。リマックス所属。大分県出身。劇団はおっ、ぺれった所属。

## 人物
俳優としてテレビドラマや映画、声優としてテレビアニメやゲームなどにそれぞれ出演している。
趣味は映画のはしごやゲーム、飲酒。特技は料理や歌、ダンス。
資格はスクーバダイビングライセンスや普通自動車運転免許、新選組検定2級（副長）をそれぞれ取得している。

## 出演
太字はメインキャラクター。

### テレビアニメ
2016年
- ぴったんこ!ねこざかな（サメ）
- ヘボット!（2016年 - 2017年、フエール、ヒエヒエール）
- デジモンユニバース アプリモンスターズ（2016年 - 2017年、スカシモン、バイラモンの子分、ダメダモン）

2017年
- キラキラ☆プリキュアアラモード（マハニャ）

2018年
- 剣王朝（謝長生）
- 爆釣バーハンター（2018年 - 2019年、涼河シャチ）

2019年
- 魔法少女特殊戦あすか（チダチー）
- けだまのゴンじろー（2019年 - 2020年、ゴンじろー、ゴン・ジ・ロー、オポッサム、シン毛レラ、ジャッ毛 他）
- Dr.STONE（2019年 - 2025年、マントル） - 4シリーズ + 特別編

2020年
- ハクション大魔王2020（がまぐちポケット）
- 神之塔 -Tower of God-（カタン）
- ミュークルドリーミー（2020年 - 2021年、巨大河童、Xモンスター） - 2シリーズ
- いわかける! - Sport Climbing Girls -（猿）
- 炎炎ノ消防隊 弐ノ章（白装束）

2021年
- はたらく細胞!!（アクネ菌の王様）
- 無職転生 〜異世界行ったら本気だす〜（ジャリル）
- 戦闘員、派遣します!（魔族C）
- EDENS ZERO（強盗）
- 境界戦機（2021年 - 2022年、村松タケル） - 2シリーズ
- 見える子ちゃん（化け物）

2022年
- プラチナエンド（直井）
- 勇者、辞めます（インプ）
- RWBY 氷雪帝国（グリム）
- はたらく魔王さま!!（大学生）
- おじゃる丸（オバケ）
- 陰の実力者になりたくて!（2022年 - 2023年、ジャガ・イモ） - 2シリーズ

2023年
- ゴールデンカムイ（兵士たち）
- 贄姫と獣の王（魔族兵）

2024年
- アンデッドアンラック（ポッチョ）
- 真の仲間じゃないと勇者のパーティーを追い出されたので、辺境でスローライフすることにしました2nd（レザーメイル）
- WIND BREAKER
- 2.5次元の誘惑（カメコ弟）
- 天穂のサクナヒメ（河童）
- 村井の恋（魔王）
- ありふれた職業で世界最強 season 3（ゴブリン）

2025年
- 異修羅（奈落の巣網のゼルジルガ）
- SAKAMOTO DAYS（男）

### 劇場アニメ
- 映画ざんねんないきもの事典（2022年、ディンゴB、セリシアの仲間たち）
- SAND LAND（2023年、ガーゴイル）
- コードギアス 奪還のロゼ（2024年、ブッチャー、七煌星団員）

### Webアニメ
- SAND LAND: THE SERIES（2024年、ガーゴイル）
- ヤミカラスと真夜中のぼうけん（2025年、ヤミカラス[8]）

### ゲーム
2011年
- 謎惑館 〜音の間に間に〜
- ロード オブ アポカリプス（キャラメイキングボイス）

2016年
- 薔薇に隠されしヴェリテ（ニコラス）

2017年
- ファイトリーグ（反発する青い少年）

2018年
- 聖剣伝説2 SECRET of MANA（トリュフォー）
- レゴ インクレディブル・ファミリー（ギルバート・ハフ）
- エンジェル戦記（密偵のプーサイ）

2019年
- モンスターストライク（2019年 - 2021年、ラウドラ、ニャミニャミ、ユキダルミャ）

2020年
- ライフ イズ ストレンジ2（ペニー）
- クイズRPG 魔法使いと黒猫のウィズ（ガボンド・アドンド）

2022年
- 共闘ことばRPG コトダマン（ラウドラ）
- マリオ+ラビッツ ギャラクシーバトル（ラビッツルイージ）

2024年
- SAND LAND（ガーゴイル）
- ロマンシング サガ2 リベンジオブザセブン（レグルス）

### 吹き替え

#### 映画（吹き替え）
- 13時間 ベンガジの秘密の兵士（2016年、ブリット・ヴェイナー）
- オーヴァーロード（2019年、ライル・ティベット〈ジョン・マガロ〉）※ワーナー・ブラザース版

#### アニメ
- パワーパフガールズ（ジュニア）
- レゴ フレンズ（ゾボ）
- ドックはおもちゃドクター（バーナード）
- 出張ヒーローZERO（ブーン）
- 風の王国と魔女（ピオ）
- トロールハンターズ:アルカディア物語（フラグワ、ガット）
- ビリー・ディリーのスーパードゥーパー・地底セカイ・サマー（ビリー・ディリー）
- バンピリーナとバンパイアかぞく（デミ）
- スーパーウィングス（ハマド）
- ビクター&バレンティノ（アーチ[16]）
- アングリーバード2（カール[17]）
- Call Star -ボクは本当にダメな星?-（会社員）
- 百妖譜（妖怪）

### CM
- KEIRIN オーロラビジョン
- ジョイポリス
- 北の大地の青汁
- イオン・Hello!NewCHRISTMAS「デリチキ篇」

### 舞台
- おっ､ぺれった2009「21世紀中年!〜最終章・我が師の恩?」
- おっ､ぺれった不死鳥公演 「おっぺけぺれった2011」
- シャルル・ド・おっ､ぺれったvol.1「真弓とえりの夢は夜ひらく〜同級生〜」
- 水木英昭プロデュース・vol.12蘇州夜曲
- 水木英昭プロデュース・チャレンジ公演「SO SOLDIER」
- ミュージカル・星の王子さま
- 青ひげ公の城
- 龍神山の物語
- 動員挿話
- 可児君の面会日

### テレビドラマ
- マジすか学園5（2013年、テレビ東京）
- 安堂ロイド〜A.I. knows LOVE?〜（2013年、TBS）
- 十津川警部「故郷」（2014年、フジテレビ）
- おわらないものがたり（2014年、フジテレビ）

### 映画
- めめめのくらげ（2013年）
- 図書館戦争（2013年）
- 天空の蜂（2015年）

### その他
- トピためっ!（とよしん〈「どっちをチョイス!?」グルメレポーター〉）
- 富士通Eラーニングコンテンツ新人トレーナーeL（ナレーション）
- 正栄デリシィ サク山チョコ次郎音頭（テーマソング歌唱）
- キティとダニエルのありがとう★マイフレンズ!（コーラス）
- ドンチャック&ララ ビーバビー・涙のシール（コーラス）
- ボイスドラマ『夜桜さんちの大作戦』（2021年、モブスパイB）

### シリーズ一覧
1. ↑  第1期（2019年）、テレビスペシャル『龍水』（2022年7月10日）、第3期『NEW WORLD』第1クール（2023年）、第3期『NEW WORLD』第2クール（2023年）、第4期『SCIENCE FUTURE』第1クール（2025年）
2. ↑  第1期（2020年）、第2期『みっくす！』（2021年）
3. ↑  第一部（2021年）、第二部（2022年）
4. ↑  1st season（2022年 - 2023年）、2nd season（2023年）